# Ezequiel Gort Juanpere
Ezequiel Gort Juanpere (Reus, 27 de novembre de 1949) és fill de Josep Maria Gort Sardà, escriptor i quiosquer, de Reus, i de Teresa Juanpere Salvadó, de Porrera (Priorat).
Des de petit passava els dies a la botiga del seu pare, entre llibres i periòdics, i després de fer el batxillerat a l'Institut de Reus, es va llicenciar en Història a la Universitat de Barcelona, carrera que no va exercir de moment, perquè es va dedicar a continuar la llibreria del seu pare, mort el 1972. Des d'allà va iniciar l'edició d'una revista infantil que dirigia el seu germà Josep Maria, El ganxet: publicació infantil (1975-1977) Més endavant va ser professor titular interí de la Universitat de Barcelona (delegació de Tarragona) els anys 1988 i 1989, i després va guanyar la plaça d'arxiver municipal a la ciutat de Reus, càrrec que va exercir fins al 2015, quan es va jubilar.
S'ha dedicat a la investigació i ha publicat llibres d'història, referits a Reus i als territoris propers. També ha publicat monografies sobre ciutats catalanes, com ara una Història de Sant Andreu de la Barca.
Els seus llibres parlen de la història de Reus, el Camp de Tarragona i el Priorat, i dels territoris veïns: la Conca de Barberà, les Garrigues i la Ribera d'Ebre. Forma part de l'equip de Carrutxa, una associació cultural dedicada a la divulgació del folklore i la cultura popular. També ha col·laborat en múltiples revistes sobre temes històrics, sovint fent divulgació i donant coneixement de notícies inèdites.
L'any 2015 va ser distingit amb del Tro de Festa, un guardó que atorga l'Ajuntament de Reus, pel seu treball de recerca constant en esbrinar i donar a conèixer les celebracions que envolten la festa Major de Sant Pere. També per ser membre de Carrutxa, pràcticament des de la creació de l’entitat i per haver estat autor d’una gran quantitat d’articles i llibres sobre les celebracions festives de la ciutat.

## Breu llistat de les seves obres[7]
- 1977. Geografia del Baix Camp. Reus: El Ganxet, 1977, amb el Josep Maria Martí i Josep Maria Gort Juanpere
- 1978. Reus en els segles XIV i XV. Reus: l'Ajuntament, 1978
- 1980. Aproximació a la història de Reus. Reus: l'Ajuntament, 1980. Amb Pere Anguera Nolla i Jordi Mèlich.
- 1984. Reus i el camp durant la guerra civil, 1462-1472. Reus: Associació d'Estudis Reusencs, 1984. ISBN 843981481X
- 1985. Pirates i bandolers, una aproximació des de la història i el folklore. Reus: l'Ajuntament; Regidoria de Cultura, 1985. Amb Salvador Palomar.[8]
- 1987. Pere de Luna i la Senyoria de Reus. Reus: Patronat del Castell, 1987. ISBN 8450556287
- 1990. La Cambreria de la Seu de Tarragona: segles XII i XIII. Reus: Associació d'Estudis Reusencs, 1990. ISBN 8440482035
- 1991. Història de la Cartoixa de Scala Dei. Reus: Fundació d'Història i Art Roger de Belfort, 1991. ISBN 8460405494
- 1994. Annals de l'Orfeó Reusenc (1918-1993). Reus: l'Orfeó reusenc, 1994. ISBN 8460495310 Ambmb Josep Gomis Espada.[9]
- 1994. Història de Cornudella de Montsant, una vila del comtat de Prades. Reus: Fundació d'Història i Art Roger de Belfort, 1994. ISBN 8460493636
- 2003. Història de Falset. Barcelona: Rafael Dalmau, 2003. ISBN 8423206599
- 2004. Sia de tots conegut. Catàleg dels pergamins de l'Arxiu Municipal de Reus. Reus: Arxiu Municipal de Reus. 2004. ISBN 8489688303
- 2005. Misericòrdia, la societat reusenca i les festes. Reus: Arxiu Municipal, 2005. ISBN 8489688311. Amb Salvador Palomar i Josefina Roma).
- 2008. Sant Pere i el campanar. La construcció i les transformacions de l'edifici de la Prioral reusenca. Reus: Carrutxa, 2008. ISBN 9788487580406
- 2011. Del Campanaret a Mart: notes biogràfiques de Josep Maria Gort Sardà (Reus, 1912-1972). Reus: Carrutxa, 2011. ISBN 9788487580529
- 2010. Viure sota les bombes. Els bombardeigs a Reus (1937-1939). Reus: Arxiu Municipal, 2010. ISBN 9788489688186. Amb Salvador Palomar.
- 2017. Santa Maria de Bonrepòs: el monestir cistercenc de Montsant. Albarca: Migdia Serveis Culturals, 2017. ISBN 9788487580710
- 2017. Reus, del passat al present: la formació d'una ciutat. Reus: Carrutxa, 2017. ISBN 9788487580727. Amb Josep Maria Gort Juanpere.
- 2023. El comtat de Prades i la baronia d'Entença en els temps medievals. Barcelona: Rafael Dalmau, 2023. ISBN 9788423208920